# Henry Jenkins
Henry Jenkins III (ur. 4 czerwca 1958) – amerykański medioznawca i, od maja 2014 roku, rektor na wydziale Komunikacji, Dziennikarstwa i Kinematografii w USC Annenberg School for Communication oraz USC School of Cinematic Arts. W przeszłości profesor na Wydziale Nauk Humanistycznych i współtworzący program medioznawstwa na MIT razem z Williamem Uricchio. 
Autor kilku książek, między innymi Convergence Culture: Where Old and New Media Collide, Textual Poachers: Television Fans and Participatory Culture oraz What Made Pistachio Nuts?: Early Sound Comedy and the Vaudeville Aesthetic. Jest twórcą pojęcia Kultura konwergencji.

## Życie prywatne i edukacja
Jenkins studiował na Georgia State University, gdzie zdobył licencjat na kierunkach Politologia i Dziennikarstwo. Kolejny tytuł uzyskał z Nauk o Komunikacji Społecznej na University of Iowa. Doktorat zdobył na University of Wisconsin-Madison.
Ma żonę – Cynthię Jenkins i jednego syna Henry'ego Jenkinsa IV.

## Przedmioty badań
W swoich badaniach Jenkins skupia się między innymi na granicy pomiędzy autorem a czytelnikiem oraz nad rozwojem kultury fanowskiej.
Obecnie Jenkins jest zaangażowany w Project New Media Literacy, gdzie toczone są dyskusje na temat wagi wartościowania otaczającej nas technologii oraz wcielania pomysłu życia w kulturze uczestniczącej. Jenkins przedstawia zakres umiejętności życia w społeczeństwie oraz zdolności kulturowych, które są podstawą wartościowego angażowania się w kulturę uczestniczącą.
Od niedawna, badania Jenkinsa skupiają się nad tym, jak jednostka w kulturze partycypacyjnej wykorzystuje i łączy różne media. Sugeruje to, że medialna konwergencja powinna być rozumiana jako proces kulturowy, aniżeli jako punkt końcowy technologii. Jenkins omawia temat medialnej konwergencji w swojej książce z 2006 roku, zatytułowanej Convergence Culture: Where Old and New Media Collide.
Jenkins wysnuwa teorię, według której nowe media ulegną przeobrażeniu, jako że Internet będzie narzędziem prostym w obsłudze i dostępnym dla wszystkich obywateli. Kłóci się ze stwierdzeniem, iż konwergencja jest przypisana tylko do technologii, która działa przy użyciu konkretnych urządzeń. Według niego, konwergencja jest metodą, która pozwala ludziom na wyszukanie informacji, z udziałem mediów z całego świata i to ze skutkiem natychmiastowym. Ponadto, konwergencja spowodowała niezwykłą zmianę w sposobie, w jakim media są produkowane i użytkowane, która sprawia, że wszyscy chcą być ich częścią. Przykładowo, każdy ma możliwość podzielenia się swoją opinią, bądź zostania pisarzem. Ówcześnie ludzie nie chcą tylko użytkować media, pragną w nich także uczestniczyć. Henry Jenkins mówi nam o tym, że konwergencja medialna może działać dobrze, jeśli będziemy ze sobą współpracować.
W The poacher and the stormtroopers: Cultural convergence in the digital age. Henry Jenkins opisuje wspólnoty fanów i ich walkę przeciwko przemysłowi, nierównościach działających sił i dziełom kulturowym.  Dzięki sieci komunikacyjnej jaka jest Internet, wielbiciele opuszczają stadium amatorstwa na rzecz stadium tworzenia uczestniczącego.
Badania Jenkinsa dotyczą także analizy gier komputerowych. W swoim artykule Complete freedom of Movement: Video Games as Gendered Play Spaces mówi on o geografii kulturowej przestrzeni gier wideo. Bada powody dla których chłopcy interesują się grami komputerowymi i co ich do tego skłania oraz czy dziewczynki powinny czuć podobne przyciąganie.
Pisał także szeroko o skutkach interaktywności, a w szczególności o grach komputerowych. Ta praca doprowadziła do powstania grupy Education Arcade oraz programu MIT Comparative Media Studies.
W 2012 roku Jenkins wyruszył na trasę wykładów po Zachodniej Europie.

## Uznania
Jego artykuły zostały zamieszczone w wielu magazynach, takich jak Next Generation, Electronic Gaming Monthly czy Game Informer, gdzie pisał o wpływie przemocy w grach wideo na prawdziwe życie. Spojrzał na problem z innej perspektywy, niż Joseph Lieberman i Jack Thompson.

## Publikacje
- Jenkins, Henry (1992). What Made Pistachio Nuts?: Early Sound Comedy and the Vaudeville Aesthetic. New York: Columbia University Press. p. 416. ISBN 0-231-07855-2.
- Jenkins, Henry (1992). Textual Poachers: Television Fans & Participatory Culture. Studies in culture and communication. New York: Routledge. p. 343. ISBN 0-415-90571-0.
- Jenkins, Henry (1995). Classical Hollywood Comedy. AFI film readers. New York: Routledge. p. 430. ISBN 0-415-90639-3.
- Jenkins, Henry (ed. with Justine Cassell) (1998). From Barbie to Mortal Kombat: Gender and Computer Games. Cambridge, Mass: MIT Press. p. 360. ISBN 0-262-03258-9.
- Jenkins, Henry (1998). The Children's Culture Reader. New York: New York University Press. p. 532. ISBN 0-8147-4231-9.
- Jenkins, Henry (ed. with Tara McPherson and Jane Shattuc) (2002). Hop on Pop: The Politics and Pleasures of Popular Culture. Duke University Press. p. 748. ISBN 0-8223-2737-6.
- Jenkins, Henry (2003). Rethinking Media Change: The Aesthetics of Transition. Media in transition. Cambridge, Mass.: MIT Press. p. 404. ISBN 0-262-20146-1.
- Jenkins, Henry (ed. with David Thorburn) (2003). Democracy and New Media. Cambridge, Mass.: MIT Press. p. 385. ISBN 0-262-10101-7.
- Jenkins, Henry (2006). Convergence Culture: Where Old and New Media Collide. New York: New York University Press. p. 308. ISBN 0-8147-4281-5.
- Jenkins, Henry (2006). Fans, Bloggers, and Gamers: Exploring Participatory Culture. New York: New York University Press. p. 279. ISBN 0-8147-4284-X.
- Jenkins, Henry (2012), "Quentin Tarantino's Star Wars? Digital Cinema, Media Convergence, and Participatory Culture.", in Durham, Meenakshi Gigi; Kellner, Douglas, Media and cultural studies: keyworks, Malden: Wiley-Blackwell, pp. 567–568, ISBN 978-0-470-65808-6
- Jenkins, Henry (2007). The Wow Climax: Tracing the Emotional Impact of Popular Culture. New York: New York University Press. p. 285. ISBN 0-8147-4282-3.
- 2006 White Paper Confronting the Challenges of Participatory Culture: Media Education for the 21st Century.